# جائزة قطر الكبرى للدراجات النارية 2019
جائزة قطر الكبرى للدراجات النارية 2019 هو سباق دراجات نارية أقيم بتاريخ 10 مارس 2019 في حلبة لوسيل الدولية، الدوحة، قطر. كان الجولة الأولى من أصل 19 في سباق الجائزة الكبرى للدراجات النارية موسم 2019. فاز أندريا دوفيزيوسو بفئة الموتو جي بي بينما جاء مارك ماركيث في المركز الثاني وحصل على المركز الثالث كال كروتشلوو. فاز بفئة الموتو 2 الإيطالي لورينزو بالداساري.